# Edmond Orban de Xivry
Pour les autres membres de la famille, voir Famille Orban de Xivry.
Edmond Guillaume Antoine Orban de Xivry, né le 15 novembre 1857 à La Roche-en-Ardenne et décédé le 16 mai 1928 à Ixelles fut un homme politique catholique belge.

## Biographie
Il fut vice-consul de Monaco et sénateur de l'arrondissement de Bruxelles.

## Généalogie
- Il est fils de Henri (1821-1890) et Amanda Gerson (1835-1858).
- Il épousa en 1884 Gabrielle Parmentier (1864-1919);
  - Ils eurent quatre enfants : Marguerite (1885-1912), Edmond (1886-1946), Ghislaine (1892-1925) et Pierre (1893-1972), héros de la première guerre mondiale.

## Sources
- Généalogie